# Corrimi dietro... che t'acchiappo
Corrimi dietro... che t'acchiappo (Cours après moi que je t'attrape) è un film francese del 1976 diretto da Robert Pouret.